# Schwesta Ewa
Schwesta Ewa (właśc. Ewa Malanda, wcześniej Ewa Müller, ur. 16 lipca 1984 w Koszalinie) – niemiecka raperka polskiego pochodzenia, była prostytutka i kryminalistka.

## Życiorys

### Dzieciństwo
Ewa Malanda urodziła się 16 lipca 1984 roku w Koszalinie. Jej ojciec został aresztowany i skazany za morderstwo, gdy jej matka była w ciąży z Ewą. Pierwsze trzy lata życia spędziła w ukryciu. Matka obawiała się zemsty ze strony rodziny ofiary. Z trzyletnią córką wyjechała do Niemiec. Miały osiąść w USA, ale cofnięto im zieloną kartę i były zmuszone pozostać w RFN. Wraz z matką (i później braćmi) mieszkała w Kilonii. Jej matka wyszła w Niemczech za mąż, a Ewa przyjęła nazwisko ojczyma. Dorastała w biednym domu.  
W wieku 16 lat Ewa rozpoczęła pracę jako barmanka w dzielnicy czerwonych latarni w Kilonii. Według innych źródeł, nie pracowała w barze, tylko od razu zaczęła się prostytuować. W tamtym czasie próbowała uzupełnić wykształcenie średnie. Chciała zostać terapeutką zajęciową (spec. ergoterapia). Jednak została przyłapana na sprzedaży w szkole marihuany.

### Prostytucja
W tym samym budynku, w którym pracowała w barze, znajdował się dom publiczny. Często obsługiwała prostytutki, których zamożność jej imponowała. W wieku 16 lat została prostytutką. W wieku 19 lat przeprowadziła się do Frankfurtu nad Menem, gdzie również była prostytutką przez następne osiem lat (lub dwanaście lat, zależnie od źródeł).

### Kariera muzyczna
Zerwanie z branżą erotyczną i nabytym wówczas uzależnieniem od narkotyków umożliwił jej raper, który był jej klientem. W 2011 roku wysłała do wytwórni płytowej „Alles oder Nix” z Bonn swój pierwszy utwór, który został doceniony. W następnych latach rozwijała swój warsztat artystyczny, występowała gościnnie z innymi raperami, a w 2012 roku wydała własny mixtape „Realität”, który spotkał się z zainteresowaniem publiczności. W styczniu 2015 roku wydała debiutancki album „Kurwa”, który natychmiast stał się bardzo popularny w Niemczech, Austrii i niemieckojęzycznej części Szwajcarii.

### Bar, proces i kara więzienia
Jako prostytutka zarabiała 20 000 euro miesięcznie. Jej zarobki jako raperki były znacznie niższe, dlatego na początku 2015 roku otworzyła bar we Frankfurcie nad Menem, by zabezpieczyć się finansowo. W styczniu 2016 żaliła się na Facebooku na policyjne naloty na bar i zapowiedziała, że otworzy legalny dom publiczny. 
16 listopada 2016 o godz. 8:30 została aresztowana przez jednostkę taktyczną policji SEK (Spezialeinsatzkommando) w Oeventrop, dzielnicy miasta Arnsberg w Nadrenii Północnej-Westfalii, gdzie nagrywała swój nowy album. W 2017 r. rozpoczął się proces raperki za handel ludźmi, sutenerstwo, napaść i spowodowanie uszczerbku na zdrowiu, a także naruszenie przepisów podatkowych. W 2019 r. została skazana na 2,5 roku więzienia. Zarzut sutenerstwa nie został potwierdzony. Sąd Krajowy we Frankfurcie nad Menem skazał raperkę m.in. za uchylanie się od płacenia podatków, nadużycia seksualne wobec nieletnich i uszkodzenie ciała.
Jest matką córki o imieniu Aaliyah Jeyla. Po procesie obawiała się, że urodzi dziecko w więzieniu.

## Dyskografia
Albumy
| Kurwa                                                    | - Data: 9 stycznia 2015 - Wydawca: Alles Oder Nix Records  | 11 | 28 | 34 |
| Aywa                                                     | - Data: 1 czerwca 2018 - Wydawca: Alles Oder Nix Records   | 8  | 20 | 26 |
| Aaliyah                                                  | - Data: 31 stycznia 2020 - Wydawca: Alles Oder Nix Records | 5  | 25 | –  |
| „ –” oznacza, że album nie był notowany na danej liście. |                                                            |    |    |    |

Mixtape’y
| Tytuł    | Dane dot. albumu                                              |
| -------- | ------------------------------------------------------------- |
| Realität | - Data: 5 października 2012 - Wydawca: Alles Oder Nix Records |

## Kontrowersje i odbiór społeczny
Schwesta Ewa, ze względu na swoją przeszłość związaną z prostytucją, skazaniem i pobytem w więzieniu, jest postacią budzącą zainteresowanie mediów. Jej polskie pochodzenie jest często wspominane w relacjach prasowych.

### „Tak jak stworzył mnie Bóg”
W 2018, gdy znalazła się na wolności po złożeniu apelacji od wyroku, opublikowała swoje zdjęcia bez ubrania pisząc „Tak jak stworzył mnie Bóg”. Nie kryła przy tym, że był to element strategii promocyjnej jej nowego albumu „Aywa”: 

Wiecie przecież: zaczyna się faza promocyjna. Nie chcę was męczyć jak inni raperzy, ciągle prosząc: „kupujcie, udostępniajcie, lajkujcie, wspierajcie, proszę to, proszę tamto”! Dlatego jak zwykle publikuję mój tyłek.
Ihr wisst ja: Promophase beginnt. Will euch nicht wie die anderen Rapper die ganze Zeit mit „bitte kauft, bitte teilt, bitte liket, und supportet und bitte dies, bitte das“ nerven! Daher poste ich wie gewohnt meinen Arsch.